# Prix Fu-Lei
Pour les articles homonymes, voir Fu Lei.
Le Prix Fu-Lei (nom complet : le Prix Fu-Lei de la traduction et de l'édition) est un prix littéraire de la traduction organisé conjointement par la France et la Chine. Créé en 2009 à l'initiative de l'ambassade de France en Chine avec des intellectuels chinois francophones représentés par le professeur Dong Qiang, le prix doit son nom au célèbre traducteur et critique d'art chinois Fu Lei (1908-1966), qui a rendu accessibles aux lecteurs chinois les œuvres de Balzac, Voltaire ou Romain Rolland. Le Prix Fu Lei est décerné aux deux meilleures traductions de livres français publiées de l'année en Chine, dans les catégories « Littérature » et « Essai ». Ce prix est le plus prestigieux et le plus réputé dans le domaine de la traduction littéraire en Chine.

## Liste des lauréats du prix Fu-Lei
Les lauréats du prix Fu Lei sont sur le site officiel du prix Fu Lei :
| Année | Traducteur « Littérature » | Ouvrage                                                     | Traducteur « Essai »                | Ouvrage                                                                                           |
| ----- | -------------------------- | ----------------------------------------------------------- | ----------------------------------- | ------------------------------------------------------------------------------------------------- |
| 2021  | Huang Yaqin                | Le Garçon (Marcus Malte)                                    | Zhang Wen                           | L'Épreuve de l'étranger (Antoine Berman)                                                          |
| 2020  | Ning Chunyan               | Dans la solitude des champs de coton (Bernard-Marie Koltès) | Wang Wei                            | Jean-Jacques Rousseau, la transparence et l’obstacle (Jean Starobinski)                           |
| 2019  | Jin Longge                 | D’un château l’autre (Louis-Ferdinand Céline)               | Zhang Gen                           | Subjectivité et vérité. Cours au Collège de France (Michel Foucault)                              |
| 2018  | Yuan Xiaoyi                | Chanson douce (Leïla Slimani)                               | Liang Shuang et Tian Meng           | Le Dimanche de Bouvines, 27 juillet 1214 (Georges Duby)                                           |
| 2017  | Lin Yuan                   | Retour à Killybegs (Sorj Chalandon)                         | Zhang Zujian                        | La Misère du monde (Pierre Bourdieu)                                                              |
| 2016  | Jin Jufang                 | L'Acacia (Claude Simon)                                     | Non-attribué                        | Non-attribué                                                                                      |
| 2015  | Zhou Xiaoshan              | Le Liseur du 6h27 (Jean-Paul Didierlaurent)                 | Xu Minglong                         | La Preuve par la Chine. La "Description" de J.-B. Du Halde, jésuite, 1735 (Isabelle Landry-Deron) |
| 2014  | An Ning                    | Naissance d'un pont (Maylis de Kerangal)                    | Cai Hongbin                         | L'Avenir dure longtemps, suivi de Les faits (Louis Althusser)                                     |
| 2013  | Liu Fang                   | Le Rapport de Brodeck (Philippe Claudel)                    | Shen Jian et Zhu Xiaohan            | L'Enfant et la vie familiale sous l'Ancien Régime (Philippe Ariès)                                |
| 2012  | Guo Hongan                 | Recueil de Camus (Albert Camus)                             | Zheng Kelu                          | Le Deuxième Sexe (Simone de Beauvoir)                                                             |
| 2011  | Jin Longge                 | Dans le café de la jeunesse perdue (Patrick Modiano)        | Yang Yaping, Zhao Jingli et Yin Wei | La France des lumières (Daniel Roche)                                                             |
| 2010  | Li Yumin                   | Chagrin d'école (Daniel Pennac)                             | Hu Xiaoyue                          | Gaston Gallimard：Un demi-siècle d'édition française (Pierre Assouline)                           |
| 2009  | Ma Zhengcheng              | Les Essais (Michel de Montaigne)                            | Zhang Zujian                        | La Voie des Masques (Claude Lévi-Strauss)                                                         |